# Gheorghe Băicoianu
Gheorghe Băicoianu (n. 5 decembrie 1849, Craiova - d. ?), cunoscut și sub numele de Iorgu Băicoianu, a fost un inginer, militar de carieră și om politic român. A urmat studii politehnice după care a intrat în armată, avansând până la gradul de căpitan. A participat la Războiul de Independență, fiind decorat cu medalia Virtutea Militară, medalia Apărătorii Independenței, medalia Crucea Trecerii Dunării, Medalia Comemorativă Rusă și ordinul Coroana României în grad de ofițer.
Gheorghe Băicoianu s-a înscris în Partidul Conservator în 1873 și a deținut funcții importante în cadrul partidului. A fost membru în Consiliul de Administrație al Băncii Craiovei, a făcut parte din Consiliul Comunal al Craiovei și din Consiliul Județean și a fost efor al Epitropiei Madona Dudu.
A fost căsătorit cu Maria Aman, fiica lui Iorgu Aman și a Masincăi Poenaru, nepoată a pictorului Theodor Aman cu care a avut un fiu, Gogu. A deținut o moșie în comuna Comuna Argetoaia, județul Dolj.